# Privredno pravo
U ranijim razdobljima razvitka pravne nauke u sastavu građanskog prava bilo je i privredno pravo, koje se nekad naziva i privredno pravo. Usled dinamičnog razvoja, ono se iz njega izdvojilo i sada predstavlja veoma perspektivno, samostalnu pravnu granu. Robonovčani tokovi čine ga i dalje veoma dinamičnim pravom, podložnim promenama i usavršavanjima.
S obzirom da je proizašlo iz građanskog prava, i dalje je zadržalo neke njegove osobenosti, pogotovo one koje proizilaze iz obligacionih normi. Trgovačko pravo utvrđuje osnove nastanka organizacija koja se bave trgovinom, kao i ponašanje subjekata u privrednim poslovima. Ovo pravo određuje osnove trgovine kao delatnosti, kroz aktivnosti obrazovanja trgovaca i njihovog nastanka kao subjekata trgovine, utvrđivanja uslova rada privrednih subjekata i sl.
Subjekti privrednog prava su pravna lica, kojih ima mnogo vrsta i oblika, a najpoznatija su: deoničarsko društvo i društvo s ograničenom odgovornošću.
Izvori prava privrednog prava su, pre svega, zakoni i podzakonski akti koji uređuju ovu oblast. Odmah iza propisa, kao izvor, javljaju se ugovori, u kojima se stranke dogovaraju o uslovima pod kojima stupaju u privredne odnose u međusobnom komuniciranju. Veliku snagu u uređenju ovih odnosa ima običajno pravo, koje bitno utiče na privredno pravo, doprinoseći tako da se ova vrsta običaja brže menja od drugih vrsta običaja.